# Maksim Inić
Maksim Inić, född 26 maj 1996, är en montenegrinsk simmare.
Inić tävlade för Montenegro vid olympiska sommarspelen 2016 i Rio de Janeiro, där han blev utslagen i försöksheatet på 50 meter frisim.